# Lindsay Shoop
Lindsay Shoop (ur. 25 września 1981 w Charlottesville) – amerykańska wioślarka.
- Mistrzostwa Świata – Gifu 2005 – ósemka – 4. miejsce[1].
- Mistrzostwa Świata – Gifu 2005 – dwójka bez sternika – 6. miejsce[1].
- Mistrzostwa Świata – Eton 2006 – ósemka – 1. miejsce[1].
- Mistrzostwa Świata – Monachium 2007 – ósemka – 1. miejsce[1].
- Igrzyska Olimpijskie – Pekin 2008 – ósemka – 1. miejsce[1].
- Mistrzostwa Świata – Poznań 2009 – ósemka – 1. miejsce[1].